# 尾鳃蚓属
尾鳃蚓属（学名：Branchiura）为仙女虫科的一个属。

## 下属物种
本属包括以下物种：
- 苏氏尾鳃蚓 Branchiura sowerbyi Beddard, 1892